# Albert Fert
Albert Fert (Carcassonne, 7 maart 1938) is een Franse natuurkundige en een van de ontdekkers van het GMR-effect (giant magnetoresistance), dat een doorbraak betekende in de ontwikkeling van magnetische opslagmedia zoals harde schijven. Samen met Peter Grünberg ontving hij de Nobelprijs voor de Natuurkunde van 2007 voor zijn ontdekking.

## Biografie
Fert is de zoon van de natuurkundige Charles Fert en de onderwijzeres Irmine Signoles Fert. Na de Pierre de Fermat middelbare school in Toulouse studeerde hij van 1957 tot 1962 aan de École Normale Supérieure in Parijs. Hij ontving zijn "doctorat de spécialité" in 1963 aan de Universiteit van Parijs. Daarna werd hij aangesteld aan de Universiteit van Parijs, later Université Paris-Sud 11, waar hij in 1970 zijn "doctorat ès sciences physiques" behaalde.
In 1988 ontdekte Fert het GMR-effect in multilagen van ijzer en chroom, een gebeurtenis die wel wordt gezien als de geboorte van de spintronics. Hierbij werkte Fert nauw samen met het onderzoekslaboratorium van Thomson-CSF in Parijs. Omdat het effect veel groter was dan alle reeds bekende magnetoweerstanden noemde hij het Giant Magneto Resistance (GMR). Tegelijkertijd en onafhankelijk van Fert werd GMR ook ontdekt door Peter Grünberg van het Forschungszentrum Jülich. Sinds 1988 heeft Albert Fert bijdragen geleverd aan het gebied van spintronics.
Momenteel is hij hoogleraar aan de Universiteit van Parijs-Zuid in Orsay en wetenschappelijk directeur van een gezamenlijk laboratorium (Unité mixte de recherche) van de Franse onderzoeksorganisatie CNRS en de Thales Groep.

## Prijzen
- American Physical Society Internationale Prijs voor nieuwe materialen 1994
- Grand prix de physique Jean Ricard van de Franse Natuurkundige Vereniging 1994
- Magnetism Award van de Internationale Unie voor Zuivere en Toegepaste Natuurkunde (IUPAP) 1994
- Hewlett-Packard Europhysics-prijs 1997
- Gouden Medaille van het CNRS 2003
- Wolfprijs voor natuurkunde 2006
- Japanprijs 2007
- Verkozen tot de Franse Academie van Wetenschappen in 2004
- Nobelprijs voor de Natuurkunde 2007